# Leptopedetes
Leptopedetes is een geslacht van rechtvleugeligen uit de familie krekels (Gryllidae). De wetenschappelijke naam van dit geslacht is voor het eerst geldig gepubliceerd in 1994 door Desutter-Grandcolas.

## Soorten
Het geslacht Leptopedetes omvat de volgende soorten:
- Leptopedetes chiriquensis Desutter-Grandcolas, 1994
- Leptopedetes idalimos Otte, 2006
- Leptopedetes nicaraguensis Desutter-Grandcolas, 1994